# Улуг Мустаг
Улугх Мус Тагх или Улугх Мустагх је највиши планински врх Кунлун планина на северу Тибетанске висоравни. Дуго је било сматрано да је његова висина 7.723 метара, али је касније установљено да је његова тачна висина 6.973 метара. Његову висину од 7.723 метара је установио Енглески истраживач Џорџ Литлдејл (енгл. George Littledale) 1895. године. Упркос чињеници да је његова стварна надморска висина 6.973 метара, још увек се у многим атласима задржала његова стара висина (7.723 метара).